# Ledong
Ledong  léase Le-Dóng (en chino:乐东黎族自治县, pinyin:Lèdōng Lízú Zìzhìxiàn) es uno de los seis condados autónomos bajo la administración directa de la provincia de Hainan. Se ubica al sur de la República Popular China. En 2016, la población total del condado autónomo de Ledong era de 534 400 habitantes. Cuenta con 11 poblados y 188 aldeas, que cubren un área de 2765.5 kilómetros cuadrados, con un área de mar de 1726.8 kilómetros cuadrados y una línea costera de 84.3 kilómetros. 
En 2016, el condado autónomo alcanzó un PIB regional de 11 769 millones de yuanes, un aumento del 8,1% respecto de 2015.

## Administración
El  condado autónomo de Ledong  se divide en 11 poblados.

## Geografía
El condado autónomo de Ledong tiene varios tipos de accidentes geográficos, como montañas, colinas, cuencas montañosas y planicies costeras. El terreno es alto en el norte y bajo en el sur. Las montañas y colinas representan el 70% del área total del condado, las cuencas montañosas representan el 18% y las planicies costeras representan el 12%. Las zonas montañosas son adecuadas para el desarrollo de cultivos tropicales y forestales, y la llanura costera es adecuada para el desarrollo de cultivos tales como grano y aceite, caña de azúcar y melones.
Las montañas del condado autónomo se encuentran principalmente a una altitud de unos 1000 metros, el pico más alto llega a los 1654.8 m s. n. m. Hay 23 picos por encima de 1000 metros sobre el nivel del mar, distribuidos principalmente en el norte, oeste y este.

## Clima
El condado autónomo de Ledong tiene un clima tropical monzónico. Sus características principales son suficiente luz solar y abundante calor. Excepto en las zonas montañosas, las olas de frío rara vez ocurren y la mayoría de las áreas tienen precipitaciones abundantes. Sin embargo, la cantidad de agua no es equilibrada y la distribución es desigual durante el año. 